# 西螺廣福宮
23°47′50″N 120°27′53″E / 23.797224°N 120.464808°E
西螺廣福宮，是位於臺灣雲林縣西螺鎮廣福里的媽祖廟，廟身為雲林縣古蹟，其媽祖被稱為「老大媽」，因媽祖還會至國道休息站出巡，有「國道媽」之稱，與同鎮的西螺福興宮並列。

## 歷史沿革
西螺廣福宮對於該廟建立年代有不同說法，最早為清初先民迎請來台的開基大媽，同治十年（1871年）由廖振元帶領信徒前往湄洲迎神像，為「官請湄洲媽」。近代為與同鎮雍正元年建立的西螺福興宮爭地位，有將建立年份提前的現象，如廟方主張說順治元年（1644）由廣東與福建裔五十三庄共同建立，故名「廣福宮」，但依康熙二十四年（1685年）蔣毓英的《臺灣府志》，當時該地為平埔族西螺社所居，尚未成漢人街肆，再加上康熙五十六年（1717年）《諸羅縣志》可知康熙晚期西螺開發仍未興盛，不可能當時建廟。依其廟內匾、石爐皆屬嘉慶年款，因此建廟歷史至少可上溯到嘉慶十四年（1809年）。
同治十年（1871年）地震，廣福宮建築傾圮毀壞，由廖振元再度提議重修，並於同治十三年（1874年）重修落成。此次重建還留下一方名為「廣福宮重興牌記」的石碑，置於後殿二樓右壁。
1936年，董事詹福壽與眾首事共同發起勸捐，保有臺南州知事藤田傊治郎署名之改築許可，至1938年完竣。
1978年成立管委會，首位主委為廖伯雄，其後於2001年8月改制為財團法人。九二一地震後殿樑柱嚴重受損，以新台幣約八千萬元於2003年2月發包動工。2004年行政院依《國有財產贈予寺廟教堂辦法》，將四百多坪當時廟方未登錄的地無償贈與。2006年，中央政府補助兩百多萬，進行廟埕廣場空間改善工程，但鋪設不利於行儀的粗磚，導致重作。
2007年後殿重建後，增設月下老人殿、財神爺殿、神農殿、文昌帝君殿及觀音菩薩殿。今址為西螺鎮廣福里新街路32號。

## 文物資產

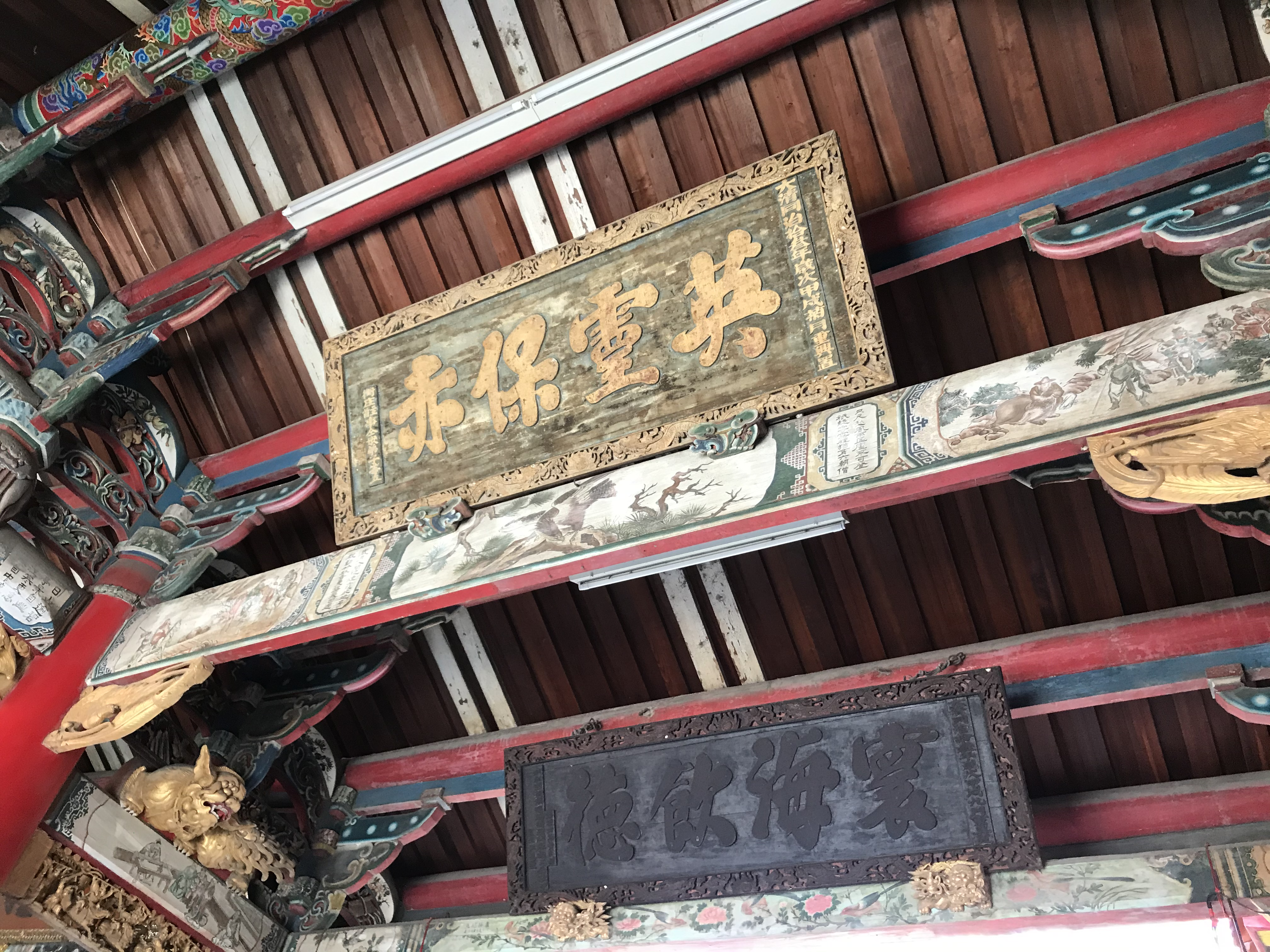
同治十三年「寰海飲德」 、「英靈保赤」匾

### 廟身
此廟建築歷經嘉慶、同治與昭和三次大規模重建，格局為五開二進閩南式木造建築。大木作係由泉州溪底匠派王錦木負責。三川殿採單簷硬山式屋脊，正脊中置福祿壽三星像，雙側各有一隻彩塑鳳凰，稱為「雙鳳朝三星」。側脊飾有彩塑雙龍護塔，即於屋脊中央置一座九重寶塔，塔名「珠宮」，左右兩旁置雙龍相向，以作鎮壓禳火。屋頂以紅瓦為底，間以綠色瓦筒。石構為花崗岩、觀音山石與青斗石並用，為張金山督造，廈門蔣泉興石廠承造。殿內樑柱為阿里山檜木，雀替下都有「憨番扛大杉」的木雕人物，以增趣味。吊筒為瓜果造形、門樑上有安金飛獅斗座。獅座下方的員光繪有彩畫，以民間忠孝節義為主題，作以教化。宮廟兩側水車堵以剪黏圖飾貼塑，為陳天乞之作。
2018年列為縣定古蹟。

### 神像
宮內正殿主祀天上聖母神像共七尊，依1933年《臺南州祠廟名鑑》，分別為開基大媽、鎮殿媽、二、三、四、五媽、百二庄媽、廣福媽。最早的為同治十年恭迎自湄洲的開基大媽，此像尺寸未逾一尺，即民間所稱之「船仔媽」，頭戴紙質神冠，身披近代所製之雲肩神衣。鎮殿媽係因作為廟中主神象徵，通常是在廟宇重建時所立，因需與祭拜空間搭配，一般尺寸巨大。該鎮殿媽因此可能是在昭和年間重修完成時所置，加上《臺南州祠廟名鑑》已提及「鎮殿大媽」一詞，故應以昭和十一年（1936年）至十三年（1938年）間重修時所供俸。

### 廟匾
清治時期匾額最早為嘉慶十四年（1799年）的「恩流澤國」匾，下款為「福建延建汀紹道李華封立」，李華封為於道光十八年（1838年）至同治三年（1864年）的該宮負責人。匾為拼接而成，有回字紋邊框為飾，匾面呈深褐色，四字以陽刻金漆粗體行書寫成。同治十三年（1874年）有「寰海飲德」匾、「英靈保赤」、「慈雲廣佈」這方古匾，從以雙龍搶珠紋之邊框為飾的製作工藝和上下落款來看，疑為同一人所書。其中「寰海飲德」匾，「德」字心上少一橫，為清代「德」字的常見寫法。第五面古匾「受天百祿」，邊框有捲葉牡丹紋為飾，未見上下款。 第六面古匾為「蔚藍天」，邊框飾以海水波濤雙龍紋，匾面為天藍色，無年代標記，但因與「受天百祿」的製作工藝、底漆顏色、邊框風格一致，應是同時期作品，屬清代後期特點，匾額一般中行題四字，但這面匾額卻只有三個字，非常罕見，可能原懸於穿堂拱門上方。

### 古碑
該宮保留了四座花崗岩石碑，碑名分別是同治七年（1868 年）的「廣福宮大眾廟牌記」，同治十三年（1874年）的「廣福宮重興牌記」，以及1938年「廣福宮重建牌記」。 四座石碑中的三座與此廟重修有關，詳載了廣福宮重建時間，分別置於後殿二樓右壁，以及三川殿左右壁。如同治七年碑屬於契約，由西螺街市各舖戶共同約定，販售米和花生後，皆應抽出部分稅銀給此媽祖廟，又議定廣福宮必須出銀三圓貼給西螺福興宮五谷帝祭祀用，可見當時兩媽祖廟曾關係密切。 

## 祭祀活動
逢閏年會出巡西螺、莿桐、林內、斗六、虎尾、土庫、崙背、二崙等鄉鎮市。
2013年，南仁湖集團接手中山高速公路西螺服務區，為與在地文化結合，便在2014年4月13日邀請西螺廣福宮媽祖，以貨車載運媽祖鑾轎方式遶行服務區的停車場和賣場。次年因大受好評，由南仁湖總經理鄭榮意再度親自抬轎，高速公路局長陳彥伯也以地主身分迎接媽祖，讓該廟媽祖駐蹕西螺服務區一個月。後此原稱為「福境媽」的媽祖神像又多「國道媽祖」稱呼。自2017年起還會分兩天，北上南仁湖企業經營的湖口服務區、中壢服務區、泰安服務區，與南下古坑服務區、東山服務區、關廟服務區等處出巡。2020年2月23日，由雲林縣長張麗善、高速公路局長趙興華贈「全線平安」匾。